# Johann Anton von Goëss

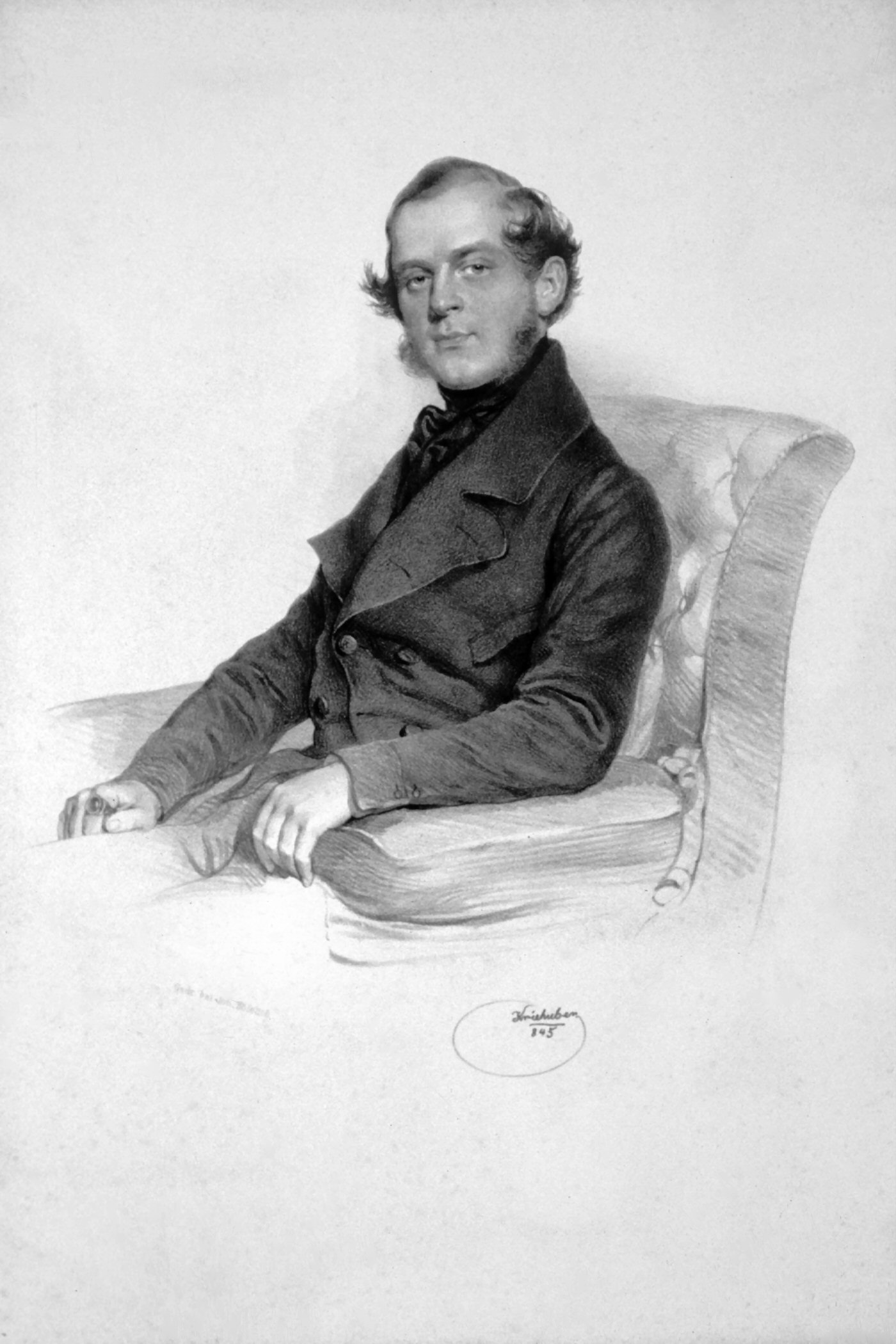
Johann Anton Graf von Goëss 1845

Johann Anton Graf von Goëss, Freiherr zu Karlsberg, Moosburg und Ebenthal (* 6. August 1816 in Stra bei Venedig; † 20. Mai 1887 in Wien), war k. k. Kämmerer, Wirklicher Geheimer Rat, österreichischer Offizier, Großgrundbesitzer und Politiker, langjähriger Landeshauptmann von Kärnten.

## Biografie
Das Haupt der Primogenitur und des Gesamthauses Goëss war der Sohn von Peter Graf von Goëss (1774–1846) und seiner Gattin aus zweiter Ehe Gräfin Isabella von Thürheim zu Bibrachzell (1784–1855). Er legte die Staatsprüfungen über die zwei ersten Jahre des juristischen Studiums ab, stand 1835 bis 1847 im aktiven Militärdienst, als Rittmeister im 5. Kürassierregiment. Er vermählte sich am 14. Mai 1848 mit Maria Theresia Gräfin von Wilczek (* 23. Mai 1823 in Wien; † 23. Juni 1898 ebenda), Sternkreuzordens- und Palastdame. 1849 machte er als Major den Feldzug gegen das aufständische Ungarn mit.
Im Provisorischer Kärntner Landtag 1848/1849 und von 1861 bis 1883 vertrat der Erblandstabelmeister den Großgrundbesitzes im Kärntner Landtag sowie bis 1861 im österreichischen Reichsrat. Der Graf wurde dann in der Zeit von 1861 bis 1876 zum Landeshauptmann von Kärnten ernannt.
1861 wurde er als erbliches Mitglied in dem Herrenhaus des österreichischen Reichsrates berufen, 1872 zum Präsidenten der Kärntner Sparkasse gewählt.
Der Graf wurde unter anderem mit dem Orden vom Goldenen Vlies (1878) und dem Orden der Eisernen Krone 1. Klasse dekoriert.
Goëss trat für ein einheitliches, zentralistisch aber konstitutionell regiertes Österreich ein.